# Izatha caustopa
Izatha caustopa là một loài bướm đêm thuộc họ Oecophoridae. Nó là loài đặc hữu của New Zealand, ở đó nó is known very locally từ miền nam half of the North Island.
Sải cánh dài 24–26 mm đối với con đực và 29–31.5 mm đối với con cái. Con trưởng thành bay vào tháng 1, tháng 2, tháng 12 and tháng 4.
Ấu trùng được ghi nhận trên nhánh cây chết của loài Fuchsia excorticata. Chúng ăn vào mùa đông. Chúng lớn đầy đủ vào khoảng tháng 10.